# بيروت (محافظة)
محافظة بيروت هي المحافظة اللبنانية الوحيدة التي تتألف من قضاء واحد ومدينة واحدة، بيروت، والتي هي أيضا عاصمة لها، وعاصمة للبنان.

## الأهمية
تحتوي بيروت على مقر الحكومة ومجلس النواب، وتلعب دورا محوريا في الاقتصاد اللبناني من: مركز المدينة والحمراء وفردان والأشرفية التي تحتوي على عدد كبير من الشركات الخاصة والبنوك. تتميز هذه المدينة بأنها النقطة المحورية في حياة اللبنانيين والعرب الثقافية إذ تشتهر بصحافتها، بمسارحها، بالأنشطة الثقافية وبالحركة الدائمة. بعد الحرب الأهلية المدمرة، خضعت بيروت لعملية إعادة إعمار كبرى شملت إعادة تصميم المركز التاريخي للمدينة، إضافةً إلى إنشاء المراكز التجارية الضخمة مما جعلها منطقة جذب سياحية. وحسب صحيفة نيويورك تايمز فازت بيروت بالمرتبة الأولى للمدن الأكثر زيارة عام 2009. كذلك وأدرجت باعتبارها واحدة من عشر مدن حيوية في العالم من قبل الدليل السياحي Lonely planet عام 2009.
حقيقة|عام 2011، كشفت شركة ماستركارد أن بيروت تحتل المرتبة الثانية من حيث ارتفاع إنفاق زائري منطقة الشرق الأوسط وأفريقيا. إذ جاءت دبي في المرتبة الأولى بحوالي 7.8 مليار دولار، تليها بيروت بحوالي 6.5 مليار دولار، ثم تل أبيب بحوالي مليار دولار، ثم القاهرة بحوالي 3.7 مليار دولار وبعدها جوهانسبرغ بحوالي 3.3 مليار دولار. وعلى هذا النحو فأن بيروت هي أعلى الأماكن أستقطابا للسياحة.

## المناخ
الطقس في بيروت معتدل إجمالا، إذ يسود المناخ المتوسطي المتمثل بفصول صيف حارة وجافة، ربيع وخريف معتدلين، وشتاء بارد ممطر. يعتبر شهر أغسطس أكثر شهور السنة حرّا، حيث يمكن أن يصل معدل الحرارة إلى 29 ° مئوية (84 ° فهرنهايت)، كما يعتبر شهرا كانون الثاني وشباط أكثرها برودةً، حيث يصل معدل درجات الحرارة في هذين الشهرين إلى 10 ° مئوية (50 ° فهرنهايت).
تكون الرياح غربية خلال فترة بعد الظهر والمساء، أي أنها تهب من البحر إلى اليابسة، أما في الليل، فتصبح الرياح شرقية، أي إنها تهب من اليابسة نحو البحر.
يبلغ معدل الأمطار السنوية في بيروت 860 ميليمتر (34.1 إنش) والتي يتساقط معظمها خلال أشهر الشتاء، والقليل منها يتساقط في الخريف والربيع. تتساقط معظم الأمطار خلال عدد محدود من الأيام بشكل كثيف في العادة، أما الثلج فيندر أن يتساقط في بيروت، وبحال تساقط فإنه لا يتراكم، ويُستثنى من ذلك شتاء السنوات 1920، 1942، و 1950، حيث هبّت ثلاث عواصف ثلجية كبيرة على لبنان أدت إلى هطول الثلوج على الساحل.
| البيانات المناخية لـبيروت    | البيانات المناخية لـبيروت | البيانات المناخية لـبيروت | البيانات المناخية لـبيروت | البيانات المناخية لـبيروت | البيانات المناخية لـبيروت | البيانات المناخية لـبيروت | البيانات المناخية لـبيروت | البيانات المناخية لـبيروت | البيانات المناخية لـبيروت | البيانات المناخية لـبيروت | البيانات المناخية لـبيروت | البيانات المناخية لـبيروت | البيانات المناخية لـبيروت |
| الشهر                        | يناير                     | فبراير                    | مارس                      | أبريل                     | مايو                      | يونيو                     | يوليو                     | أغسطس                     | سبتمبر                    | أكتوبر                    | نوفمبر                    | ديسمبر                    | المعدل السنوي             |
| ---------------------------- | ------------------------- | ------------------------- | ------------------------- | ------------------------- | ------------------------- | ------------------------- | ------------------------- | ------------------------- | ------------------------- | ------------------------- | ------------------------- | ------------------------- | ------------------------- |
| متوسط درجة الحرارة الكبرى °ف | 57                        | 59                        | 63                        | 70                        | 73                        | 79                        | 82                        | 84                        | 82                        | 79                        | 68                        | 61                        | 71                        |
| متوسط درجة الحرارة الصغرى °ف | 41                        | 43                        | 52                        | 57                        | 63                        | 68                        | 72                        | 73                        | 72                        | 63                        | 50                        | 45                        | 58                        |
| الهطول إنش                   | 7.1                       | 5.9                       | 3.5                       | 2.0                       | 0.7                       | 0.10                      | 0                         | 0                         | 0.2                       | 1.6                       | 4.7                       | 6.7                       | 32.5                      |
| متوسط درجة الحرارة الكبرى °م | 14                        | 15                        | 17                        | 21                        | 23                        | 26                        | 28                        | 29                        | 28                        | 26                        | 20                        | 16                        | 22                        |
| متوسط درجة الحرارة الصغرى °م | 5                         | 6                         | 11                        | 14                        | 17                        | 20                        | 22                        | 23                        | 22                        | 17                        | 10                        | 7                         | 15                        |
| الهطول سم                    | 18                        | 15                        | 9                         | 5.1                       | 1.7                       | 0.25                      | 0                         | 0                         | 0.5                       | 4                         | 12                        | 17                        | 82.55                     |
| المصدر:                      |                           |                           |                           |                           |                           |                           |                           |                           |                           |                           |                           |                           |                           |

## الأحياء السكنية والقطاعات
وتنقسم بيروت إلى 13 حيا هي:
- الأشرفية (Achrafieh)
- دار المريسة (Dar El Mreisse)
- الباشورة (Bachoura)
- المزرعة (Al Mazra`a)
- مدور (Al Mudawwar)
- ميناء الحصن (Minet El Hosn)
- المصيطبة (Al Mussaytbeh)
- مرفأ بيروت (Beirut Port)
- رأس بيروت (Ras Beirut)
- الرميل (Rmeil)
- الصيفي (Saifi)
- زقاق البلاط (Zoukak El Blatt)
- المريسة (El Mreisseh)

و هذه الأحياء تنقسم لقطاعات
وتقع ثلاث مخيمات رسمية للاجئين الفلسطينيين -من ضمن الأثنى عشر الموجودة في لبنان- في بيروت وضواحيها: برج البراجنة، شاتيلا ومار الياس، وكلها تقع في الجنوب من المدينة. ومن بين مخيمات وتجمعات اللاجئين غير الرسمية: مخيم صبرا التي يقع بالقرب من مخيم شاتيلا الذي يقع أيضا في جنوب بيروت.

## أصل التسمية
أول ذكر لاسم بيروت جاء بلفظ «بيروتا» في ألواح تل العمارنة، وهي كلمة فينيقية تعني الآبار، سماها الفينيقيون «بيريت», وكانت تدعى «بيروتوس» أو «بيريتيس» أو «بيرُووَه» نسبة ًللإلهة «بيروت» أعز آلهة لبنان وصاحبة أدونيس إله جبيل، وعرفت المدينة باسم «بيريتوس» (Berytus) في الأدبيات الإغريقية، واعتمد هذا الاسم في دوريات الآثار المنشورة في الجامعة الأمريكية ببيروت منذ 1934م.
وقد ذكر أن «بيروت» بالمعنى السامي تعني الصنوبر، ومن الأسماء الأخرى التي دعيت بها منطقة بيروت: «لاذقية كنعان», «جوليا فلكس اليونانية», «دربي», «رديدون», «باروت», ولها ألقاب عديدة على مر العصور مثل: «المدينة الإلهة» و«بيروت الأبية المجيدة» عند الفينيقيين واللقب الثاني أطلق عليها لعنادها في مقارعة مدينة «صيدون» و«زهرة الشرق», ونعتها العثمانيون ب«الدرة الغالية».

## الأماكن السياحية

### السياحة في مدينة بيروت

#### المكانة السياحية
حصلت بيروت على المركز التاسع في قائمة أفضل المدن لمجلة السياحة والترفيه (بالإنكليزية: Travel and Leisure) لسنة 2006، حيث أتت في مرتبة متأخرة عن نيويورك ومتقدمة عن سان فرانسيسكو، [135] إلا أن قائمة المدن هذه كان قد تمّ وضعها والتصويت عليها قبل العدوان الإسرائيلي على لبنان في نفس السنة. وبعد أن عادت الأمور لطبيعتها، عادت أعداد السياح لترتفع مجدداً بشكل ملحوظ.[136] ومؤخرا قام دليل «لونلي بلانت» السياحي بتسمية بيروت المدينة الأكثر حيوية على سطح الأرض لسنة 2009، كما قامت النيويورك تايمز بمنح المدينة المركز الأول ضمن قائمة الأماكن الأربع والأربعين التي ينبغي زيارتها في سنة 2009.[5] وقد زار لبنان في سنة 2009 حوالي 2.000.000 سائح عربي وأجنبي.

#### الأماكن السياحية
- المعالم السياحية:

1. وسط بيروت أو السوليدير
2. برج ساعة الحميدية
3. مسجد محمد الأمين
4. المنارة
5. كاتدرائية القديس نقولا للروم الأرثوذكس

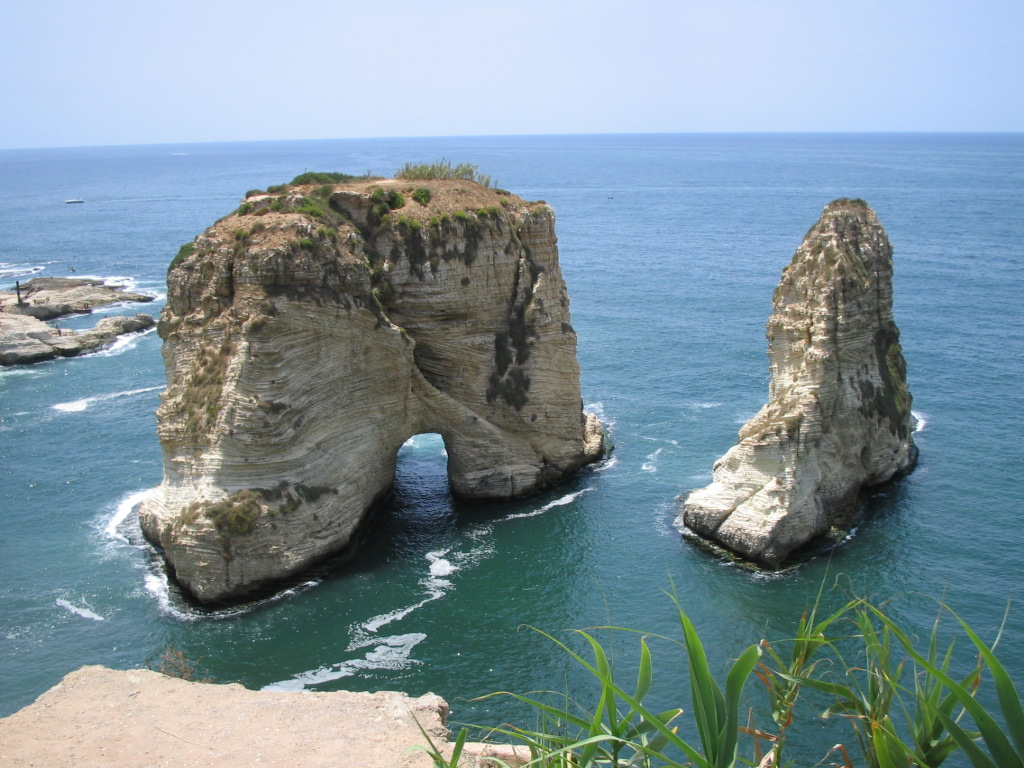
صخرة الروشة

- المتاحف:

1. متحف بلانت ديسكفري
2. متحف بيروت الوطني

- المعالم الطبيعية:

1. صخرة الروشة
2. حديقة الصنائع

### السياحة في جبال لبنان
خصوصا بالصيف.. يفضل وقت النهار لترى الطبيعة – ولا مانع من الليل للاسترخاء بمطاعمها ومقاهيها في جو عليل وبارد.
1- منطقة (عاليه) 20 كلم عن بيروت (عدة مطاعم ومقاهي ومحلات تجارية بامتداد الشارع) – السعوديين والقطريين بكثرة فيها ومتملكين لفلل وشقق – الجلسات فيها تمتد للساعة الثانية ليلاً.
2- منطقة بحمدون بعد عاليه مباشرة نفس الطريق العام تبعد عن عاليه (10 كلم) وهي أبرد من عاليه بسبب ارتفاعها أعلى.. أغلب مرتاديها ومتملكي السكن فيها أهل الكويت ويوجد فيها عدة مطاعم ومقاهي مطلة على الوادي أفضلها مطعم (جنة بحمدون) بجانب فندق الشيراتون.
3- منطقة برمانا لها طريق خاص من بيروت وتبعد عنها 30 كلم وهي منطقة جميلة وأغلب مرتاديها والمتملكين فيها سعوديين - من أشهر مطاعمها مطعم منير ومطعم جنة بيت مري.

### السياحة في جونيه
تبعد عن بيروت حوالي 40 كلم أو أقل ولا تشعر بالمسافة لإنها شبه ملتصقة ببيروت وطريقها سريع... وفيها هذه الأماكن التي تستحق الزيارة:
1- مغارة جعيتا (زيارتها بالنهار فقط إلى قبيل المغرب) زيارتها شيء عجيب سبحان الخالق وتنظيم جيد للدخول.
2- متحف المشاهير (مصنوع من السيلكون) – شبيه بمتحف الشمع بلندن – ولكن بعض الشخصيات تتكلم.
3- تلفريك جونيه (زيارته بالنهار إلى قبيل المغرب)